# Біккужа
Біккужа́ (рос. Биккужа, башк. Биккужа) — присілок у складі Зіанчуринського району Башкортостану, Росія. Входить до складу Тазларовської сільської ради.
Населення — 85 осіб (2010; 107 в 2002).
Національний склад:
- башкири — 95%